# Кикбоксер 4: Агрессор
«Кикбо́ксер 4: Агрессор» (англ. Kickboxer 4: The Aggressor) — американский боевик 1994 года.

## Сюжет
Старый враг Тонг По похищает миссис Вики Слоун, жену Дэвида и сообщает об этом ему, которого он же подставил и засадил в тюрьму. Тонг По насилует Вики. Дэвид не видит любимую жену уже два года. Агентство по борьбе с наркотиками обращается к Слоуну с предложением. Раз в год Тонг По устраивает в своей цитадели турниры по кикбоксингу с призом в миллион долларов. Единственная возможность добраться до злодея — тоже принять участие в этом смертельном чемпионате под чужим именем. Слоуна выпускают из тюрьмы, и кикбоксинг начинается.

## В ролях
- Саша Митчелл — Дэвид Слоун
- Камел Крифа — Тонг По
- Том Мэтьюз — Билл
- Николас Гест — Кейси Форд
- Мишель Красну — Мэган Лоуренс
- Брэд Торнтон — Ландо Смит
- Дебора Мэнси — Вики Слоун
- Джилл Пирс — Дарси
- Николас Энтони —  Брукер

## Критика
Обозреватель сайта DVD Verdict Адам Арсено выразил мнение, что четвёртый фильм серии, хотя и удачней своего предшественника, но тем не менее весьма слаб.